# Талапуса (Џорџија)
Талапуса (Џорџија) (енгл. Tallapoosa) град је у америчкој савезној држави Џорџија. По попису становништва из 2010. у њему је живело 3.170 становника.

## Демографија
Према попису становништва из 2010. у граду је живело 3.170 становника, што је 381 (13,7%) становника више него 2000. године.
| Група             | 2000.         | 2010.         |
| Белци             | 2.539 (91,0%) | 2.912 (91,9%) |
| Афроамериканци    | 185 (6,6%)    | 152 (4,8%)    |
| Азијати           | 25 (0,9%)     | 26 (0,8%)     |
| Хиспаноамериканци | 9 (0,3%)      | 18 (0,6%)     |
| Укупно            | 2.789         | 3.170         |